# European Jews for a Just Peace
European Jews for a Just Peace (EJJP) ist eine in mehreren europäischen Ländern aktive Föderation jüdischer Gruppen, die sich für einen lebensfähigen palästinensischen Staat einsetzen. Zu den Forderungen der Organisation gehört der sofortige Abzug Israels aus den israelisch besetzten Gebieten und der Abbau aller dort befindlichen israelischen Siedlungen.
Mitgliedsgruppen bestehen in Belgien, Dänemark, Deutschland, Frankreich, Italien, Niederlande, Österreich, Schweden, Schweiz und dem Vereinigten Königreich. Die deutsche Mitgliedsgruppe heißt Jüdische Stimme für einen gerechten Frieden in Nahost – EJJP Deutschland.

## Entwicklung und Grundsätze
Die Organisation wurde im September 2002 von 18 jüdischen Organisationen aus 9 europäischen Ländern in Amsterdam gegründet. Ihre Grundsätze wurden in der „Amsterdamer Erklärung“ 2002 niedergeschrieben:
- Jede Gewalt gegen Zivilisten in dem Konflikt, egal von welcher Seite an wem begangen, wird verurteilt.
- Israel wird in den Grenzen von 1967 – vor dem Sechstagekrieg – anerkannt.
- Das Recht der Palästinenser, im Gazastreifen, im Westjordanland und in Ost-Jerusalem einen eigenen Staat zu gründen, wird anerkannt.
- Das Recht beider Staaten, Jerusalem als ihre Hauptstadt zu haben, wird anerkannt.
- Israel wird dazu aufgerufen, seinen Teil an der Lösung des palästinensischen Flüchtlingsproblems beizutragen, und verpflichtet, eine gerechte, faire und praktische Lösung auszuhandeln.[3]

Nach eigener Darstellung sieht die EJJP ihre Aufgaben darin, die Europäische Union zu einer von den USA unabhängigen Position im Nahostkonflikt anzuregen und den (von der EJJP angenommenen) historisch bedingten Unwillen, berechtigte Kritik an israelischer Regierungspolitik zu äußern, abzubauen. Die Gruppe arbeite mit anderen zusammen, die für palästinensische Rechte kämpften. Hier spielen nach Aussage des EJJP-Sprechers R. Kupers jüdische Gruppen eine wichtige Rolle, um „unberechtigte Vorwürfe des Antisemitismus“ zurückzuweisen. EJJP distanziert sich von antisemitischen Einstellungen und Übergriffen. Die Organisation rief die UN auf, in ihrer Antisemitismus-Definition zu verdeutlichen, dass Kritik an Israel nicht mit Hass gegen Juden gleichgesetzt werden dürfe. Gleichzeitig wirft die Organisation Israel „schwere Verstöße“ gegen die Genfer Konvention in den besetzten Gebieten vor.
Am 15. Oktober 2023 äußerte sich die Organisation bestürzt über den Terrorangriff der Hamas und bezeichnete ihn als Kriegsverbrechen und Verbrechen gegen die Menschlichkeit. Zugleich erklärte sie, Israel müsse „seine Kampagne der kollektiven Bestrafung sofort einstellen“ und rief zu einem Waffenstillstand auf. Die internationale Gemeinschaft müsse Israel dazu bringen, die Besatzung zu beenden und den Palästinensern die Ausübung ihres Rechts auf Selbstbestimmung zu ermöglichen.

## Aktivitäten
Die Organisation nahm, vertreten durch ihren Sprecher Richard Kuper, am United Nations Forum of Civil Society in Support of Middle East Peace Process im Juli 2004 in Kapstadt und an der UN International Conference of Civil Society in Support of Israeli-Palaestinian Peace in Brüssel im August 2007 teil.

## Mitgliedsorganisationen
- Belgien: Union des progressistes juifs de Belgique
- Dänemark: European Jews for a Just Peace - Denmark
- Deutschland: Jüdische Stimme für gerechten Frieden in Nahost
- Frankreich: Union juive française pour la paix
- Italien: Rete Ebrei contro l'occupazione
- Niederlande: Een Ander Joods Geluid
- Österreich: Jüdische Stimme für einen gerechten Frieden in Nahost
- Schweden: Judar för israelisk-palestinsk fred
- Schweiz: Jüdische Stimme für Demokratie und Gerechtigkeit in Israel/Palästina
- Vereinigtes Königreich: Jewish Socialists' Group und Jews for Justice for Palestinians